# 维斯特韦泽尔
维斯特韦泽尔（荷蘭語：Wuustwezel，荷蘭語發音：[ʋystˈʋeːzəl]）是比利时弗拉芒大區安特衛普省安特衛普區的一个市镇，北与荷兰接壤，通行荷蘭語，是弗拉芒社群的一部分，面积89.43平方千米，人口20,671人（2018年1月1日）。